# Segelfluggelände Holtorfsloh

i7
i11
i13
Das Segelfluggelände Holtorfsloh liegt im Ort Holtorfsloh der Gemeinde Seevetal im Landkreis Harburg in Niedersachsen, etwa 9 km südöstlich des Zentrums von Seevetal.

## Flugbetrieb
Das Segelfluggelände ist mit einer 455 m langen und 40 m breiten Start- und Landebahn aus Gras (Richtung 15/33) ausgestattet. Es besitzt eine Betriebszulassung für Segelflugzeuge und Motorsegler. Der Start von Segelflugzeugen erfolgt per Flugzeugschlepp. Der Halter und Betreiber des Segelfluggeländes ist der Luftsportverein Holtorfsloh e. V. Der Verein wurde Mitte der 1960er Jahre gegründet.